# Stefan Szefer
Stefan Szefer (ur. 8 maja 1942 w Pabianicach) – polski piłkarz, boczny obrońca. Reprezentant dwóch krajów: Polski i Stanów Zjednoczonych.
Był wychowankiem Włókniarza Pabianice. W młodości był zachęcany do uprawiania Lekkoatletyki przez Jadwigę Wajsównę. W wieku 18 lat przeszedł do drużyny Śląska Wrocław. W 1964 roku uzyskał pierwszy w historii awans do ekstraklasy. Po zakończeniu służby Wojskowej został zawodnikiem ŁKS Łódź. Pierwszy mecz w ekstraklasie rozegrał 8 października 1968 roku przeciwko Górnikowi Zabrze (0-0). Po spadku do II ligi wyjechał do Stanów Zjednoczonych. Pierwszym jego klubem były Orły Chicago. Następnie został zawodnikiem klubu San Francisco Oakland Clippers. W 1967 roku został mistrzem National Proffesional Soccer Leuge. Po rozwiązaniu ligi od grudnia 1969 do czerwca 1971 zostałzaowdnikiem holenderskiego MVV Maastricht. W czerwcu 1971 na skutek konfliktu wewnątrz klubu ponownie wyjechał do Stanów Zjednoczonych. W 1795 roku zagrał w barwach drużyny Chicago Sting. W czerwcu 1975 na Solider Field zdobył hat tricka przeciwko drużynie Philadephia Atoms. W 1977 roku został zawodnikiem Chicago Mustangs.
W Polsce grał w Śląsku Wrocław i ŁKS Łódź (1966–1968). Po wyjeździe do Stanów Zjednoczonych występował m.in. w Chicago Mustangs oraz Chicago Sting, drużynie North American Soccer League. Używał nazwiska Steve Shafer.
W reprezentacji Polski wystąpił trzykrotnie. Debiutował 3 grudnia 1966 w meczu z Izraelem. ostatni raz zagrał w następnym roku w eliminacjach do mistrzostw Europy przeciwko drużynie Belgii. W 1973 zagrał w trzech meczach pierwszej reprezentacji USA, w tym w dwóch meczach z Polską. Obecnie mieszka na przedmieściach Chicago.